# Солодов, Вячеслав Анатольевич
Вячесла́в Анато́льевич Солодов (16 октября 1944, Грибное, Приморский край — 7 сентября 2014, Санкт-Петербург) — российский военачальник, Заслуженный военный специалист Российской Федерации, лауреат премии Правительства РФ в области науки и техники. Контр-адмирал (14.11.1992).

## Биография
Родился 16 октября 1944 г. в селе Грибное Черниговского района Приморского края в семье военнослужащего.
Образование — высшее (1968 — ВВМУ им. М. В. Фрунзе, 1978 — ВМА им. А. А. Гречко). Специальность — гидрография, технические средства навигации.
По окончании в 1961 году общеобразовательной школы в пос. Токсово Ленинградской области после двух лет работы на станкостроительном заводе им. Я. М. Свердлова и годичного обучения в институте тяжёлого машиностроения по комсомольской путёвке в 1963 году поступил в ВВМУ им. М. В. Фрунзе и окончил его в 1968 году по специальности военная гидрография со средним баллом 4.97.
Службу с лейтенанта до капитана 1 ранга прошёл в частях Гидрографической Службы Камчатской военной флотилии Тихоокеанского флота.
Прошёл все ступени служебной лестницы от помощника командира гидрографической партии отдельного маневренного гидрографического отряда до начальника Гидрографической Службы КВФ. Проведен значительный объём различных видов гидрографических работ в Беринговом, Охотском, Чукотском морях в интересах картографирования морей, создания пунктов базирования сил флота, навигационно-гидрографического и гидрометеорологического обеспечения (НГО ГМО) боевой подготовки и повседневной деятельности сил флота и в интересах народного хозяйства Камчатки, Курильских островов и Чукотки.
При разминировании Суэцкого залива в Красном море в 1973—74 гг. руководил НГО ПМД. При боевом разминировании осуществлялось многодневное круглосуточное высокоточное НГО ПМД тральных сил. Выполнялось также НГО вертолётного траления с использованием БШЗ (буксируемых шнуровых зарядов) и с проводкой неконтактных тралов.
Африканское солнце, песок, соль и ветер не могли помешать или сорвать выполнение гидрографами высокоточного НГО ПМД. Деятельность гидрографов по НГО ПМД в Красном море была высоко оценена государством, 75 % о/с, 25 % л/с были награждены орденами и медалями СССР. В. А. Солодов был награждён орденом Красной Звезды.
В 1978 г., после окончания Военно-морской академии (ВМА) (1976-78) с отличием, Вячеслав Анатольевич продолжил службу в Камчатском районе ГС, начальником которого был назначен в 1983 г. Он лично участвовал в оперативном Навигационно-Гидрографическое Обеспечение НГО и ГМО Гидро-Метеорологическое обеспечение подъёма затонувшей подводной лодки в бухте Саранная, за что был награждён ценным подарком знаком «За боевое траление» от Главнокомандующего ВМФ.
- С 1987 по 1989 г. капитан 1 ранга В. А. Солодов служил в должности заместителя начальника 280 Центрального Картографического Производства Военно-Морского Флота (ЦКП ВМФ). Он лично разрабатывал технологию создания электронных навигационных карт, возглавлял делегации: в Северную Корею — по обмену опытом производства гидрографических работ и в Венгрию — на Международную конференцию картографов.

- В 1990—1992 гг. В. А. Солодов являлся начальником Гидрографической Службы (ГС) Северного флота. Под его руководством была завершена геофизическая съемка у островов Новая Земля, впервые применены новые методы гидрологической съемки с использованием притопленных гидрологических буев в Норвежском и Гренландском морях, были организованы две комплексные высокоширотные воздушные экспедиции в СЛО.

- В 1992 капитану первого ранга Солодову присвоено звание Контр-Адмирала.

- В 1992—1999 гг. контр-адмирал В. А. Солодов являлся заместителем начальника Главного Управления Навигации и Океанографии Министерства Обороны Российской Федерации ГУНиО МО РФ. Он грамотно руководил организацией и планированием океанографических работ, издательско-картографической деятельностью, контролировал выполнение научно-исследовательских и опытно-конструкторских работ по созданию новых технических средств навигации и океанографии, являлся членом Океанографического комитета и межведомственных комиссий по географическим названиям, геофизическим исследованиям и др.
- В 1995 г. Вячеслав Анатольевич лично возглавлял Навигационно-Гидрографического Обеспечения НГО спасательных работ в районе гибели Атомной Подводной Лодки АПЛ «Комсомолец».

- В 1995—1997 гг. он участвовал в работе комиссии «Гор-Черномырдин» по сотрудничеству между Россией и США, в 1997—1998 гг. организовывал работы по определению внешней границы континентального шельфа в СЛО и занимался вопросами восстановления сети морских обсерваторий.
- С 1999 года в отставке. Лауреат премии правительства РФ в области науки и техники (18.02.2003) — за создание топографических карт рельефа дна Арктики.
- До декабря 2006 г. В. А. Солодов работал директором филиала Музея Мирового океана «Ледокол „Красин“», затем трудился заместителем главного конструктора в Центральном конструкторском бюро «Айсберг». Вячеслав Анатольевич всегда много внимания уделял общественной работе. По его инициативе в июле 1998 г. в Санкт-Петербурге на доме, где в 1804—1807 гг. проживал видный русский флотоводец адмирал Ф. Ф. Ушаков, была установлена мемориальная доска.

- В 2003 г. на Гидрографическом Судне (ГиСу) «Сенеж» он возглавил экспедицию по местам гибели судов союзных конвоев, организованную по инициативе Региональной Общественной Организации (РОО) «Полярный конвой», вице-президентом которой он являлся с её основания (1996) и до своей кончины. Во время этой экспедиции российскими исследователями были обнаружены на дне Баренцева моря два затонувших корабля из печально знаменитого конвоя PQ-17[2].

Умер 7 сентября 2014 года после тяжёлой продолжительной болезни. Похоронен на Серафимовском кладбище.

Могила Солодова на Серафимовском кладбище Санкт-Петербурга.

## Семья
Жена, Солодова Людмила Викторовна, геодезист-астроном по специальности, проработала до пенсии в гидрографии ВМФ и на кафедре океанографии ВМА им. Н. Г. Кузнецова, трое детей, шесть внучек и внуков.